# Homonym
Ein Homonym (griechisch „gleichnamig“) ist ein Ausdruck aus einer Gruppe von Ausdrücken, die äußerlich gleich sind, aber für verschiedene Begriffe stehen. Ein Beispiel ist „Tau“, das ein Seil, den morgendlichen Niederschlag oder einen Buchstaben des griechischen Alphabets bedeuten kann. Wie diese Beispiele zeigen, können grammatisches Geschlecht („das Tau“ / „der Tau“) und Wortformen (Plural „die Taue“ nur für die erste Variante) sich dennoch unterscheiden. Bei Homonymen handelt es sich also trotz einer (partiellen) äußerlichen Gleichheit um verschiedene Wörter (im Sinne von Lexemen).
Die erstmalige Verwendung des Wortes homonym findet sich am Anfang der Kategorienschrift von Aristoteles: „Homonym heißt, was nur dem Wort nach gleich ist, dem Wesen nach aber verschieden.“
Der Begriff Homonymie ist ein Gegenbegriff zum Begriff der Synonymie: Bei der Homonymie werden zwei verschiedene Begriffe durch gleichlautende Ausdrücke bezeichnet, bei der Synonymie stehen verschiedene sprachliche Ausdrücke für denselben Begriff. Vor allem in der Philosophie spricht man auch von Äquivokation.
| \| \| \| \| \| \| \| Äquivokation \| \| \| \| \| \| \| \| \| \| \| \| \| \| \| \| \| \| \| \| \| \| \| \| \| \| \| \| \| \| \| \| \| \| \| \| \| \| \| \| \| \| \| \| \| \| \| \| \| \| \| \| \| \| \| \| \| \| \| \| \| \| \| \| \| \| \| \| \| \| \| \| \| \| \| \| \| \| \| \| \| \| \| Homonymie verschiedene Bedeutung, oft verschiedene Herkunft \| Homonymie verschiedene Bedeutung, oft verschiedene Herkunft \| Homonymie verschiedene Bedeutung, oft verschiedene Herkunft \| Homonymie verschiedene Bedeutung, oft verschiedene Herkunft \| Homonymie verschiedene Bedeutung, oft verschiedene Herkunft \| Homonymie verschiedene Bedeutung, oft verschiedene Herkunft \| \| \| Polysemie gemeinsame Wurzel und/oder abgeleitete Bedeutung, z. B. Läufer (Sportler/Schachfigur) \| Polysemie gemeinsame Wurzel und/oder abgeleitete Bedeutung, z. B. Läufer (Sportler/Schachfigur) \| Polysemie gemeinsame Wurzel und/oder abgeleitete Bedeutung, z. B. Läufer (Sportler/Schachfigur) \| Polysemie gemeinsame Wurzel und/oder abgeleitete Bedeutung, z. B. Läufer (Sportler/Schachfigur) \| Polysemie gemeinsame Wurzel und/oder abgeleitete Bedeutung, z. B. Läufer (Sportler/Schachfigur) \| Polysemie gemeinsame Wurzel und/oder abgeleitete Bedeutung, z. B. Läufer (Sportler/Schachfigur) \| \| \| \| \| \| \| \| \| \| \| \| \| \| \| \| Homonymie verschiedene Bedeutung, oft verschiedene Herkunft \| Homonymie verschiedene Bedeutung, oft verschiedene Herkunft \| Homonymie verschiedene Bedeutung, oft verschiedene Herkunft \| Homonymie verschiedene Bedeutung, oft verschiedene Herkunft \| Homonymie verschiedene Bedeutung, oft verschiedene Herkunft \| Homonymie verschiedene Bedeutung, oft verschiedene Herkunft \| \| \| Polysemie gemeinsame Wurzel und/oder abgeleitete Bedeutung, z. B. Läufer (Sportler/Schachfigur) \| Polysemie gemeinsame Wurzel und/oder abgeleitete Bedeutung, z. B. Läufer (Sportler/Schachfigur) \| Polysemie gemeinsame Wurzel und/oder abgeleitete Bedeutung, z. B. Läufer (Sportler/Schachfigur) \| Polysemie gemeinsame Wurzel und/oder abgeleitete Bedeutung, z. B. Läufer (Sportler/Schachfigur) \| Polysemie gemeinsame Wurzel und/oder abgeleitete Bedeutung, z. B. Läufer (Sportler/Schachfigur) \| Polysemie gemeinsame Wurzel und/oder abgeleitete Bedeutung, z. B. Läufer (Sportler/Schachfigur) \| \| \| \| \| \| \| \| \| \| \| \| \| \| \| \| \| \| \| \| \| \| \| \| \| \| \| \| \| \| \| \| \| \| \| \| \| \| \| \| \| \| \| Homographie gleiche Schreibweise, verschiedene Bedeutung, oft verschiedene Aussprache, z. B. mōdern (verwesen) und modérn (fortschrittlich) \| Homographie gleiche Schreibweise, verschiedene Bedeutung, oft verschiedene Aussprache, z. B. mōdern (verwesen) und modérn (fortschrittlich) \| Homographie gleiche Schreibweise, verschiedene Bedeutung, oft verschiedene Aussprache, z. B. mōdern (verwesen) und modérn (fortschrittlich) \| Homographie gleiche Schreibweise, verschiedene Bedeutung, oft verschiedene Aussprache, z. B. mōdern (verwesen) und modérn (fortschrittlich) \| Homographie gleiche Schreibweise, verschiedene Bedeutung, oft verschiedene Aussprache, z. B. mōdern (verwesen) und modérn (fortschrittlich) \| Homographie gleiche Schreibweise, verschiedene Bedeutung, oft verschiedene Aussprache, z. B. mōdern (verwesen) und modérn (fortschrittlich) \| \| \| Homophonie gleiche Aussprache, verschiedene Bedeutung, oft verschiedene Schreibweise, z. B. malen und mahlen \| Homophonie gleiche Aussprache, verschiedene Bedeutung, oft verschiedene Schreibweise, z. B. malen und mahlen \| Homophonie gleiche Aussprache, verschiedene Bedeutung, oft verschiedene Schreibweise, z. B. malen und mahlen \| Homophonie gleiche Aussprache, verschiedene Bedeutung, oft verschiedene Schreibweise, z. B. malen und mahlen \| Homophonie gleiche Aussprache, verschiedene Bedeutung, oft verschiedene Schreibweise, z. B. malen und mahlen \| Homophonie gleiche Aussprache, verschiedene Bedeutung, oft verschiedene Schreibweise, z. B. malen und mahlen \| \| \| \| \| \| \| \| \| \| \| \| \| \| \| | | | | | |                                                             |                                                             | | | | | | |                                                                                                 |                                                                                                 |  |  |  |  |  |  |  |  |  |  |  |  |
| Äquivokation, Homonymie und Polysemie im Verhältnis | | | | | |                                                             |                                                             | | | | | | |                                                                                                 |                                                                                                 |  |  |  |  |  |  |  |  |  |  |  |  |
| | | | | | | Äquivokation                                                |                                                             | | | | | | |                                                                                                 |                                                                                                 |  |  |  |  |  |  |  |  |  |  |  |  |
| | | | | | |                                                             |                                                             | | | | | | |                                                                                                 |                                                                                                 |  |  |  |  |  |  |  |  |  |  |  |  |
| | | | | | |                                                             |                                                             | | | | | | |                                                                                                 |                                                                                                 |  |  |  |  |  |  |  |  |  |  |  |  |
| | | Homonymie verschiedene Bedeutung, oft verschiedene Herkunft                                                                                 | Homonymie verschiedene Bedeutung, oft verschiedene Herkunft                                                                                 | Homonymie verschiedene Bedeutung, oft verschiedene Herkunft                                                                                 | Homonymie verschiedene Bedeutung, oft verschiedene Herkunft                                                                                 | Homonymie verschiedene Bedeutung, oft verschiedene Herkunft | Homonymie verschiedene Bedeutung, oft verschiedene Herkunft | | | Polysemie gemeinsame Wurzel und/oder abgeleitete Bedeutung, z. B. Läufer (Sportler/Schachfigur)              | Polysemie gemeinsame Wurzel und/oder abgeleitete Bedeutung, z. B. Läufer (Sportler/Schachfigur)              | Polysemie gemeinsame Wurzel und/oder abgeleitete Bedeutung, z. B. Läufer (Sportler/Schachfigur)              | Polysemie gemeinsame Wurzel und/oder abgeleitete Bedeutung, z. B. Läufer (Sportler/Schachfigur)              | Polysemie gemeinsame Wurzel und/oder abgeleitete Bedeutung, z. B. Läufer (Sportler/Schachfigur) | Polysemie gemeinsame Wurzel und/oder abgeleitete Bedeutung, z. B. Läufer (Sportler/Schachfigur) |  |  |  |  |  |  |  |  |  |  |  |  |
| | | Homonymie verschiedene Bedeutung, oft verschiedene Herkunft                                                                                 | Homonymie verschiedene Bedeutung, oft verschiedene Herkunft                                                                                 | Homonymie verschiedene Bedeutung, oft verschiedene Herkunft                                                                                 | Homonymie verschiedene Bedeutung, oft verschiedene Herkunft                                                                                 | Homonymie verschiedene Bedeutung, oft verschiedene Herkunft | Homonymie verschiedene Bedeutung, oft verschiedene Herkunft | | | Polysemie gemeinsame Wurzel und/oder abgeleitete Bedeutung, z. B. Läufer (Sportler/Schachfigur)              | Polysemie gemeinsame Wurzel und/oder abgeleitete Bedeutung, z. B. Läufer (Sportler/Schachfigur)              | Polysemie gemeinsame Wurzel und/oder abgeleitete Bedeutung, z. B. Läufer (Sportler/Schachfigur)              | Polysemie gemeinsame Wurzel und/oder abgeleitete Bedeutung, z. B. Läufer (Sportler/Schachfigur)              | Polysemie gemeinsame Wurzel und/oder abgeleitete Bedeutung, z. B. Läufer (Sportler/Schachfigur) | Polysemie gemeinsame Wurzel und/oder abgeleitete Bedeutung, z. B. Läufer (Sportler/Schachfigur) |  |  |  |  |  |  |  |  |  |  |  |  |
| | | | | | |                                                             |                                                             | | | | | | |                                                                                                 |                                                                                                 |  |  |  |  |  |  |  |  |  |  |  |  |
| Homographie gleiche Schreibweise, verschiedene Bedeutung, oft verschiedene Aussprache, z. B. mōdern (verwesen) und modérn (fortschrittlich) | Homographie gleiche Schreibweise, verschiedene Bedeutung, oft verschiedene Aussprache, z. B. mōdern (verwesen) und modérn (fortschrittlich) | Homographie gleiche Schreibweise, verschiedene Bedeutung, oft verschiedene Aussprache, z. B. mōdern (verwesen) und modérn (fortschrittlich) | Homographie gleiche Schreibweise, verschiedene Bedeutung, oft verschiedene Aussprache, z. B. mōdern (verwesen) und modérn (fortschrittlich) | Homographie gleiche Schreibweise, verschiedene Bedeutung, oft verschiedene Aussprache, z. B. mōdern (verwesen) und modérn (fortschrittlich) | Homographie gleiche Schreibweise, verschiedene Bedeutung, oft verschiedene Aussprache, z. B. mōdern (verwesen) und modérn (fortschrittlich) |                                                             |                                                             | Homophonie gleiche Aussprache, verschiedene Bedeutung, oft verschiedene Schreibweise, z. B. malen und mahlen | Homophonie gleiche Aussprache, verschiedene Bedeutung, oft verschiedene Schreibweise, z. B. malen und mahlen | Homophonie gleiche Aussprache, verschiedene Bedeutung, oft verschiedene Schreibweise, z. B. malen und mahlen | Homophonie gleiche Aussprache, verschiedene Bedeutung, oft verschiedene Schreibweise, z. B. malen und mahlen | Homophonie gleiche Aussprache, verschiedene Bedeutung, oft verschiedene Schreibweise, z. B. malen und mahlen | Homophonie gleiche Aussprache, verschiedene Bedeutung, oft verschiedene Schreibweise, z. B. malen und mahlen |                                                                                                 |                                                                                                 |  |  |  |  |  |  |  |  |  |  |  |  |

Das Homonym ist nicht zu verwechseln mit dem Homöonym.

## Begriff

### Etymologie
Zu Homonym gehört das Adjektiv homonym. Etymologie: altgriechisch ὁμώνυμος homónymos, aus ὁμός homós „gleich“ und ὄνυμα ónyma „Name“. Zu Äquivokation gehört das Adjektiv äquivok; Etymologie: spätlateinisch aequivocus „gleichlautend, mehrdeutig“, aus aequus „gleich“ und vocare „nennen, lauten“.

### Mehrdeutigkeit
Klassisch spricht man von Homonymie in lexikalischer Hinsicht. Mitunter spricht man auch von Homonymie in morphematisch-grammatikalischer Hinsicht. Im Folgenden geht es nur um die lexikalische Homonymie.
Der Ausdruck Homonymie ist selbst mehrdeutig. Zum einen hängt seine Bedeutung von der Bestimmung seines Verhältnisses zum Begriff der Polysemie ab, zum anderen von den Verhältnissen zu Homophonie und Homographie.

### Abgrenzung zur Polysemie
Die Begriffe Homonymie und Polysemie werden verschieden voneinander abgegrenzt. Klassisch wird die Homonymie der Polysemie entgegengesetzt. Ob überhaupt eine Abgrenzung sinnvoll ist, ist umstritten. Die Kritik an der Trennung führt terminologisch dazu, entweder von Homonymie als Oberbegriff für Polysemie und für die Homonymie im klassischen Sinn auszugehen oder dazu, in der Homonymie einen Sonderfall der Polysemie zu sehen. Es gibt daher insofern drei Bedeutungen des Ausdrucks:
[1] Homonymie als Gegenbegriff zu Polysemie;
[2] Homonymie als Oberbegriff für Polysemie und Homonymie im Sinne von [1];
[3] Homonymie als Sonderfall bzw. Unterbegriff der Polysemie.
Die wohl noch vorherrschende Entgegensetzung von Homonymie und Polysemie sieht in der Homonymie einen Fall zufälliger lexikalischer Mehrdeutigkeit, den Fall der Polysemie als Fall motivierter Mehrdeutigkeit. Für die Polysemie wird dann zumeist eine etymologische Verwandtschaft der verschiedenen Bedeutungen verlangt. Nicht unbedingt in einem anderen, aber auch nicht zwingend im gleichen Sinn stellen andere auf einen „inneren Zusammenhang“ ab oder referieren als Erfordernis eine „inhaltliche Ähnlichkeit“ der Bedeutungen. Es ist unklar beziehungsweise kann unterschiedlich gehandhabt werden, ob man dabei eine synchrone oder diachrone Sicht, eine objektive oder nur eine subjektive oder übliche Sicht zugrunde legt, ob man also das Expertenwissen des Linguisten über etymologische Zusammenhänge oder die des üblichen Sprachverwenders zugrunde legt. Teilweise wird gefordert, für die Unterscheidung Polysemie – Homonymie „strikt auf das in einem bestimmten Zeitabschnitt (typischerweise einer Generation) zur Verfügung stehende Alltagswissen von Sprechern“ abzustellen. Das heißt, was gestern Polysemie war, kann heute oder morgen Homonymie sein.
Dies macht die Unterscheidung zwischen Homonymie und Polysemie „unsicher“ und zufällig. Daher wird vorgeschlagen, die Homonymie als einen Sonderfall der Polysemie zu definieren, oder es wird unter Aufgabe der Unterscheidung der Ausdruck „Homonymie“ als Oberbegriff von Polysemie und Homonymie (im traditionellen) Sinn vorgeschlagen.

### Uneigentliche Homonymie, Homographie, Homophonie

#### Uneigentliche Homonymie
Im Fall der eigentlichen Homonymie stimmen neben der Schreibung und der lautlichen Gestalt auch Flexion und Genus des Wortes überein. Davon zu unterscheiden ist die sogenannte partielle oder uneigentliche Homonymie, bei der eine Identität der Schreibweise und der Lautung, nicht aber der Flexion (Bsp.: Bank, Plural Bänke/Banken) oder des Genus (Bsp.: der/die Kiefer) besteht.

#### Homographie
Gleich geschriebene Wörter, die verschieden gesprochen werden, heißen Homographe; das entsprechende Phänomen wird Homographie genannt.
- Beispiel: sie rasten (ruhen) – sie rasten (fuhren schnell)

(Weitere Beispiele siehe unten.)

#### Homophonie
Gleich gesprochene, jedoch verschieden geschriebene Ausdrücke nennt man Homophone, das Phänomen Homophonie.
- Beispiel: malen – mahlen[12]

(Weitere Beispiele siehe unten.)

#### Terminologie
| Schreibung                 | Aussprache | Aussprache      |
| -------------------------- | ---------- | --------------- |
|                            | gleich     | unterschiedlich |
| gleich                     |            |                 |
| unterschiedlich            |            |                 |
| Homonym Homophon Homograph |            |                 |

Ob man Homographen oder Homophone zu den Homonymen zählt, ist eine Frage terminologischer Festsetzung, die unterschiedlich gehandhabt wird.
Zählt man sie dazu, sind es Sonderfälle der Homonymie. Da es auch den (Normal-)Fall der Homonymie ohne gleichzeitiges Vorliegen einer Homophonie oder Homographie gibt, empfiehlt es sich, für den Normalfall eine eigene Benennung einzuführen. Vorgeschlagen wird dafür der Ausdruck volle Homonymie.
Zur Veranschaulichung dieser terminologischen Position mag die rechtsstehende Grafik dienen:
Heute wird vielfach aber nur dann von einem Homonym gesprochen, wenn sowohl gleiche Schreibweise als auch gleiche Aussprache vorliegt.

## Beispiele

### Polyseme
- abgebrüht (mit heißem Wasser behandelt), abgebrüht (abgestumpft, gefühllos)
- die Erde (Blumenerde), die Erde (Planet)
- der Geist (übernatürliches Wesen, Gespenst), der Geist (Intellekt), der Geist (Gesinnung), der Geist (Weingeist, Destillate mazerisierter Früchte)
- der Heide (Person, die dem Heidentum angehört), die Heide (Landschaft)
- der Himmel (astronomischer Ort), der Himmel (religiöser Ort, das Jenseits), Himmel (Baldachin, z. B. innenseitiger Bezug des Daches beim Kraftfahrzeug)
- die Länge (räumlich ausgedehnt), Länge (zeitlich ausgedehnt)
- die Lehre (Berufsausbildung), die Lehre (wissenschaftliche Erkenntnisse oder ein Dogma), die Lehre (Technik) (Prüfinstrument)
- die Leiter (Steighilfe), der Leiter (Chef), der Leiter (physikalischer Leiter)
- die Mutter (eines Kindes), die Mutter (Hohlschraube)
- das Schild (Zeichen), der Schild (Schutzwaffe)
- die Steuer (Abgabe an den Staat), das Steuer (Lenkvorrichtung)
- die Stimme (Sprachfähigkeit), die Stimme (Wahlstimme, Votum), stimme (Form des Verbs stimmen)
- der Strom (Gewässerart), der Strom (elektrische Größe)
- der Verdienst (Einkommen), das Verdienst (anerkennenswerte Leistung)

### Homonyme mit gleicher Schreibweise und Aussprache

#### Eigentliche Homonyme mit gleicher Schreibweise und Aussprache
- der Ball (kugelförmiges Spielgerät), der Ball (Tanzveranstaltung)
- die Birne (Obst), die Birne (Glühbirne)
- die Decke (Stoffstück zum Bedecken eines Tisches oder Bettes), die Decke (obere Begrenzung eines Raumes)
- das Gericht (als Mahlzeit zubereitete Speise), das Gericht (öffentliche Institution)
- der Hahn (Wasserhahn), der Hahn (männliches Huhn)
- der Strauß (Laufvogel), der Strauß (Blumengebinde)
- das Schloss (Türschloss), das Schloss (Bauwerk)
- die Weide (Baum, Strauch), die Weide (landwirtschaftliche Fläche für Nutztiere)

##### Eigentliche Homonyme mit gleicher Schreibweise und Aussprache und gegenteiliger Bedeutung
Autoantonyme (auch Janusworte genannt) sind eigentliche Homonyme mit gleicher Schreibweise und Aussprache und gegenteiliger Bedeutung.
- abdecken (mit einer Bedeckung versehen), abdecken (die Bedeckung entfernen)
- anhalten (einen Vorgang fortsetzen), anhalten (einen Vorgang beenden)
- Untiefe (geringe Tiefe), Untiefe (große Tiefe)

#### Uneigentliche Homonyme mit gleicher Schreibweise und Aussprache

##### Substantive mit unterschiedlichem Genus
- der Bauer (Genus: Maskulinum) (Landwirt), das Bauer (Genus: Neutrum) (Vogelkäfig)
- die Kiefer (Genus: Femininum) (Nadelbaum), der Kiefer (Genus: Maskulinum) (Teil des Gesichtsschädels)
- der Otter (Unterfamilie der Marder), die Otter (Viper)
- der Tau (Niederschlag), das Tau (Seil), das Tau (griechischer Buchstabe)
- das Tor (breite Tür, Einfahrt, Fußballtor, Zugang im übertragenen Sinne etc.), der Tor (törichter Mensch)

##### Substantive mit unterschiedlichem Numerus
- die Bank (Möbel) (Sitzbank), Bank (Untiefe im Meer) → Plural: die Bänke; die Bank (Geldinstitut) → Plural: die Banken
- die Mutter (eines Kindes) → Plural: die Mütter, die Mutter (einer Schraube) → Plural: die Muttern
- der Reif (Ring) → Plural: die Reife; der Reif (Eiskristalle) → Plural: nicht existent
- das Tau (Seil) → Plural: die Taue, das Tau (griechischer Buchstabe) → Plural: die Taus
- die Schotten (Bewohner Schottlands) → Singular: der Schotte; die Schotten (Trennwand eines Fahrzeugs) → Singular: das Schott

##### Substantive mit Übereinstimmung in nur einem Kasus
- dem Schranke (Dativ zu Schrank), der Schranke (Dativ zu Schranke)
- den Polen (Dativ Plural zu der Pol), den Polen (Dativ Plural zu der Pole (Mensch mit polnischer Staatsbürgerschaft))

##### Verben mit Übereinstimmung in unterschiedlichen Konjugationen
- führe (1. Person Singular Präsens zu führen), führe (1. Person Singular Konjunktiv 2 zu fahren)

##### Wortartenunterschiedliche uneigentliche Homonyme
- die Buchen (Laubbaum), buchen (eine Reise buchen)
- das Gen, gen (Kurzform zu gegen)
- laut (geräuschvoll), laut (gemäß, zufolge)
- Rügen (Plural von Rüge), Rügen (Name einer Insel)
- sein (Verb), sein (Possessivpronomen)
- Sieben (Zahlwort), sieben (durch ein Sieb schütteln)
- Stahl (Eisen), stahl (von stehlen)
- weiß (Farbe), weiß (Verbform von wissen)

### Homographe

#### Homographe mit verschiedener Aussprache
Hinweis zur Aussprache: Für einen betonten kurzen Vokal steht zum Beispiel á, für einen betonten langen Vokal ā.
- Collāgen [koˈlaːʒən] (Plural von Collage), das Collagēn (Strukturprotein im Bindegewebe)
- Erstehe: die Érstehe (die erste Ehe), erstēhe (1. Person Singular Präsens von erstehen)
- das Gestern (Sternbild), gestern (der Tag vor heute)
- der Jammer, der Jammer (Musiker der Richtung Jam)
- die Logen (Zuschauerräume), sie logen (sagten nicht die Wahrheit)
- die Masse, die Masse (in der Schweiz wird das ß durch ss ersetzt, wodurch Masse (mit langem a) der Plural zu Mass ist)
- das Meer (Gewässer) sowie mehr (Gegensatz von weniger) gegenüber: die Mär (Erzählung)
- Mōntage (Plural von Montag), die Montāge [mɔnˈtaːʒə] (Zusammenbau, Einbau)
- das oder der Revērs [ʁeˈveːʁ] (umgeschlagener Kragen), der Revérs [ʁeˈveʁs] (schriftliche Verpflichtung)
- rásten (ruhen), rāsten (Präteritum 3. Person Plural zu rasen)
- das Réntier oder Rēntier (Hirschart), der Rentiēr, frz. [ʀɑ̃ˈtjeː] (Rentner)
- der Russe, die Russe (in der Schweiz  wird das ß durch ss ersetzt, wodurch Russe (mit langem u) der Plural zu Russ ist)

#### Homographe von Nominalkomposita
Das Zeichen ¬ dient als Hervorhebung einer Worttrennung in einem Nominalkompositum.
- die Rutschendekomposition: Rutschen¬dekomposition (Zerlegung einer Rutsche), Rutsch¬ende¬komposition (die Zusammensetzung verschiedener Vorgänge während der Beendigung eines Rutschvorgangs)
- Saugarten: der Sau¬garten (ein Garten für Säue), die Saug¬arten (Arten des Saugens)
- Schiffstau: das Schiffs¬tau (Seil auf Schiffen), der Schiff¬stau (Stockung auf Wasserstraßen) – kein Homograph im Fraktursatz
- der Vorabendspurt: Vorab¬endspurt (noch nicht der finale Endspurt), der Vorabend¬spurt (Spurt am Vorabend)
- die Wachstube: Wachs¬tube (mit Wachs gefüllte Tube), Wach¬stube (Aufenthaltsraum einer wachhabenden Einheit) – kein Homograph im Fraktursatz, vergleiche Abbildung
- der Wachtraum: Wach¬traum (auch: Tagtraum), Wacht¬raum (Raum für eine Wache)

#### Homographe mit verschiedener Betonung
Hinweis zur Aussprache: Für einen betonten kurzen Vokal steht zum Beispiel á, für einen betonten langen Vokal ā.
- Áugust (männlicher Vorname), der Augúst (Monat)
- die Hóchzeit (Vermählung), die Hōchzeit (Höhepunkt)
- der Humōr (Spaß), der Hūmor (medizinisch für Körpersaft)
- die Konstánz (Beständigkeit), Kónstanz (Stadt am Bodensee)
- die Láche (Art des Lachens), die Láche oder Lāche (Pfütze)
- das Laufende (das Ende eines Laufs), laufende (Adjektiv abgeleitet vom Verb laufen)
- das Lautende (das Ende eines Lauts), lautende (Adjektiv abgeleitet vom Verb lauten)
- mōdern (verrotten), modérn (neumodisch, neuzeitlich)
- Sie rāsten (fuhren schnell) über die Autobahn – Hier könnten wir rásten (ausruhen)
- der Romān (Literaturgattung), Rōman (Jungenname)
- schōn (Imperativ Singular zu schonen), schon (bereits)
- das Spielende (Ende des Spiels), der oder die Spielende (Person, die spielt)
- der Tenōr (Stimmlage und Sänger), der Tēnor (Grundhaltung)
- übersétzen (in eine andere Sprache übertragen, Kraftübersetzung durch Zahnräder), ǖbersetzen (einen Fluss überqueren)
- der Wēg (Straße), wég (z. B. weit weg)
- úmfahren (etwas mit einem fahrenden Fahrzeug zu Fall bringen), umfāhren (einem Hindernis aus dem Weg gehen)
- úmgehen (z. B. mit einer fordernden Person oder einem Gegenstand), umgēhen (Schwierigkeiten, Hindernissen aus dem Weg gehen)

### Homophone mit verschiedener Schreibweise

#### Homophone mit gleicher Buchstabenfolge und Aussprache
Hier sind Homophone aufgeführt, die bis auf Groß- und Kleinschreibung gleiche Buchstaben und Buchstabenreihung besitzen. (Vergleiche hierzu auch den Abschnitt uneigentliche Homonyme.)
- der Arm (Körperteil), arm (mittellos)
- der Elf (Märchengestalt), elf (Zahl)
- das Fest (Feier), fest (beständig, hart)
- Lose (Plural von Los), lose (nicht angebunden)
- der Rasen (Rasen im Garten), rasen (schnell fahren)
- der Reif (Ring; Niederschlag), reif (voll entwickelt)

#### Homophone mit gleicher Buchstabenfolge und Leerzeichen
Diese homophonen Ausdrücke bestehen aus einem oder zwei Wörtern.
- die kranken Schwestern, die Krankenschwestern (im Genitiv gibt es eine weitere Bedeutung: der kranken Schwestern, der Krankenschwestern, der Kranken Schwestern [= die Schwestern der Kranken])
- die blinden Hunde, die Blindenhunde

#### Homophone mit unterschiedlichen Buchstaben
- die Ahle (Werkzeug), Aale (Fische)
- die Beete, bete (1. Person Singular Präsens von beten)
- das Boot, bot (Präteritum von bieten)
- das Corps (Verbindung), der Chor (Gruppe von Sängern)
- das (Artikel oder Begleiter), dass (Konjunktion)
- der Einheitspreis, der Einheizpreis (Preis des Einheizens)
- die Fase (abgeschrägte Kante), Phase (Entwicklungsstand),
- fliehst (2. Person Singular von fliehen), fliest (2. Person Singular von fliesen), fließt (2. Person Singular von fließen)
- der Föhn (warmer Fallwind), der Fön (Haartrockner)
- die Frist, er frisst (2. und 3. Person Singular Präsens zu fressen)
- die Gans, ganz
- heute (am heutigen Tag), Häute (Plural von Haut)
- die Küste, küsste (Präteritum von küssen)
- der Lachs, des Lacks (Genetiv zu Lack), lax (nachlässig),
- die Lärche (Nadelbaum), die Lerche (Singvogel)
- der Leib (Körper), der Laib (Brot)
- die Leichen, laichen (Eier ablegen)
- die Lehre (Unterricht, wissenschaftliche Theorie), die Leere (Zustand des Leerseins)
- den Leuten, das Läuten
- das Lid (Augenlid), das Lied (Musikstück)
- malen (abbilden), mahlen (zerreiben)
- das Meer (Gewässer), mehr (Gegensatz von weniger)
- die Mehrheitskosten[15], die Mehrheizkosten[16]
- das Rad, der Rat
- rächte (1. Person Singular Präteritum zu rächen), Rechte
- der Reis, reiß (Imperativ Singular zu reißen)
- der Rhein (Fluss), der Rain (Feldrain), rein (sauber), rein (kurz für herein)
- seh (Verbform von sehen), die See, der See
- die Seite (linke Seite, Buchseite etc.), die Saite (Teil eines Musikinstruments)
- die Stelle, die Ställe (Plural von Stall)
- die Terme (Plural von Term), die Therme (öffentliches Bad)
- den Umsätzen (Dativ Plural zu Umsatz), umsetzen
- der Vetter (Cousin), fetter (Komparativ zu fett)
- der Vorname, die Vornahme (von vornehmen)
- die Wagen (Fahrzeuge), die Waagen (Geräte zur Gewichtsbestimmung), vagen (Deklination von vage), etwas wagen (riskieren)
- die Waise (elternloses Kind), die Weise (Art, Methode)
- wer, das Wehr (Wasserbau), wär (Kurzform des Konjunktiv von sein)
- die Ware (käufliche Gegenstände), wahre (gebeugte Form von wahr)
- die Wände (Mauern), die Wende (Umkehr)
- die Welle, die Wälle
- bewerten (einschätzen), bewehrten (Beton mit Stahleinlage bewehren), bewährten (erproben, Verb zu Bewährung)
- der Wirt, wird (3. Person Singular zu werden)
- weist (2. Person Singular zu weisen), weißt (2. Person Singular zu weißen und zu wissen)

## Die Bedeutung der Homonymie in der Lexikographie
Die Unterscheidung zwischen verschiedenen Arten von Signifikantenidentität für mehrere Signifikate ist insbesondere für die Lexikografie (Wörterbucherstellung) von Bedeutung, zum Beispiel, wenn es darum geht, ob ein neues Lemma eingerichtet werden muss oder nur Unterpunkte der Bedeutung oder Unterunterpunkte der subbedeutungsspezifischen semantischen Merkmale, Aussprachen und grammatischen Variierbarkeiten (z. B. spezifische Satzbaupläne oder Idiome). Man betrachte hierzu im Großen Wörterbuch der deutschen Sprache (Duden) das Lemma „Zug“. Es enthält für den Schweizer Kanton und zusammen für die 16 Polysemien dieses Signifikanten je ein eigenes Lemma (also insgesamt zwei Lemmata).

## Entstehen und Verschwinden von Homonymen

### Entstehung von Homonymen
Homonyme sind oft aus ursprünglich differenten Morphemen entstanden, die im Lauf der Zeit gleichlautend wurden. Ein Beispiel dafür ist das mittelhochdeutsche Wort kiver für den Kiefer (Teil des Schädels) und das althochdeutsche Wort kienforha für die Kiefer (Baum).
Gehen die mehrdeutigen Wörter jedoch auf eine gemeinsame etymologische Wurzel zurück, handelt es sich nicht um Homonyme, sondern um Polyseme. Bei der Polysemie wird die Bedeutung eines Wortes im Lauf der Zeit aufgeteilt, z. B. bezeichnet das Wort Schloss heute sowohl das Türschloss als auch ein herrschaftliches Gebäude. Man beachte die Argumentation bei Adelung [Bd. 3, Sp. 1539.]: „Bey den Pferden ist das Schloß das Ende der Nase, wodurch die bey den Nasenlöcher abgesondert werden; vielleicht weil sich hier die Nase schließet oder endiget. An den Kunstgestängen ist das Schloß derjenige Ort, wo zwey Gestänge an einander schließen, und daher selbst mit Ringen und Schrauben verwahret sind. 4) Ein eingeschlossener, d. i. wider den Anfall eines Feindes verwahrter Ort, da es denn Spuren gibt, daß ehedem auch befestigte Städte so wohl Bürge, als Schlösser und Castelle genannt worden. Jetzt werden nur noch befestigte und mit gewissen Hoheitsrechten begabte Wohnsitze der Fürsten, Herren und Dynasten Schlösser genannt; ehedem hießen sie Bürge. Ein königliches Schloß, ein fürstliches Schloß. Ein Bergschloß, wenn es auf einem Berge liegt, ein Raubschloß, so fern es zur Sicherheit der Räuber befestiget ist, oder Räubereyen aus demselben geschehen. Schlösser in die Luft bauen, unmögliche Entwürfe aushecken.“
Unabhängig von solchen historischen Vorgängen können sehr viele Wörter je nach Verwendung unterschiedliche Bedeutungen annehmen. Unterscheiden sich dann bestimmte semantische Merkmale wie zum Beispiel die Pluralbildung oder das Geschlecht werden aus einem polysemischen Wort homonyme Wörter, die im Lexikon als eigene (durchnummerierte) Stichwörter auftreten.

### Verschwinden von Homonymen
Homonymie kann eine Ursache für das Verschwinden von Wörtern sein (Homonymenkonflikt durch Mehrdeutigkeit).
Beispiele
- Wenn ein Wort sehr viele Bedeutungen hat, es also mehrdeutig wird, verschwinden oft einige Bedeutungen, manchmal auch das ganze Wort, zum Beispiel weil auf andere Bezeichnungen ausgewichen wird.
- Wenn ein Wort in der sprachlichen Ebene sinkt, werden gleich- oder ähnlich lautende andere Wörter oft ebenfalls verdrängt: „Ficke“ (als Ausdruck für „Kleidertasche“) wurde unüblich wegen „ficken“, einem als obszön betrachteten Wort. Gegenbeispiel: Wenn sich die Kontexte klar unterscheiden, können Homophone auf der normalen Sprachebene auch neben der niedrigeren bestehen bleiben: Das vulgäre to jack off (masturbieren) im Englischen hat z. B. keinen Einfluss auf die anderen Lesarten von „jack / to jack / Jack-of-all-trades“.
- Im Japanischen ist die Zahl „vier“ homophon mit dem Wort für „Tod“ (shi). Daher gibt es eine zweite Aussprache (yon) für „vier“, die in Kontexten gebraucht wird, wo durch die Homophonie eine Mehrdeutigkeit mit negativer Konnotation entstehen könnte.

Ähnliche Begriffe mit unterschiedlicher Bedeutung in verschiedenen Dialekten einer Sprache sind Paronyme.

## Verwendung von Homonymen

### Vermeidung durch Homonymzusätze
Die Homonymproblematik kann in vielen Fällen durch das Ausweichen auf andere Bezeichnungen gelöst werden. So kann beispielsweise festgelegt werden, dass eine Bank zum Sitzen immer „Sitzbank“ genannt werden sollte.
In kontrollierten Sprachen werden zur Unterscheidung von Homonymen Namensräume oder Qualifikatoren als Homonymzusätze hinzugefügt. In Wörterbüchern dienen dazu üblicherweise hochgestellte Zahlen, während in Thesauri Zusätze in Klammern angehängt werden. In den Regeln für den Schlagwortkatalog (RSWK) der Schlagwortnormdatei (SWD) werden dafür auch Winkelklammern ⟨ und ⟩ benutzt. Für Absatz gibt es in der SWD zum Beispiel drei Einträge:
- Absatz für den Absatz von Waren, weil dies innerhalb des Einsatzzweckes der SWD (Literaturverschlagwortung) die häufigste Verwendungsform ist
- Absatz ⟨Text⟩
- Absatz ⟨Schuh⟩ wobei die Bezeichnung Schuhabsatz vorzuziehen ist

Die Homonymzusätze selbst sollten möglichst eindeutig definierte und überschaubare Begriffe sein. Zum Beispiel kann festgelegt werden, dass die Homonymzusätze einzelne Fachgebiete oder Fachsprachen bezeichnen sollen (Ring ⟨Umgangssprache⟩, Ring ⟨Mathematik⟩, Ring ⟨Astronomie⟩…)

### Absichtliche und unabsichtliche Verwendung
Die durch Homonyme mitunter entstehende Verwirrung wird besonders deutlich in der rhetorischen Figur der Kolligation.
In Rätselgedichten wird gerne ein Homonym als Lösungswort verwendet, das im Rätselgedicht mit seinen verschiedenen Bedeutungen umschrieben wird.
Homonyme Wörter, die als Adjektiv wie auch als Substantiv verwendet werden, bilden manchmal schöne Wortpaare, zum Beispiel die „taube Taube“, die „laute Laute“, und „mit Preisen preisen“.

### Trivia
Das bekannte Spiel „Teekesselchen“ basiert auf dem Erraten von Homonymen.